# Mega Man X
Mega Man X, mais conhecido no Japão como Rockman X (ロックマンX Rokkuman Ekkusu?), é a segunda franquia de jogos eletrônicos da série Mega Man do gênero ação e plataforma lançada pela Capcom em 1993. Continuando suas com diversas sequências por meio de relançamentos em múltiplas plataformas, o enredo é uma continuação de sua série precedente de Mega Man. A jogabilidade introduziu novos elementos à franquia, como a habilidade de arrancada (dash) e escalar e deslizar nas paredes com os pés. Os seis primeiros jogos da série foram compilados em uma antologia, chamada Mega Man X Collection, para PlayStation 2 e Nintendo Gamecube. É considerado um dos melhores, e mais renomados, nomes da série da Capcom. Em 2018, todos os jogos da série X foram lançados na coletânea Mega Man X Legacy Collection. A coletânea foi dividida em duas partes e disponibilizada para PlayStation 4, Xbox One, Nintendo Switch e PC.

## História
A série se passa no ano 21XX, quando Dr. Cain, um famoso paleontólogo, participava de uma escavação em busca do fóssil de uma planta e achou por acidente o antigo laboratório do Dr. Thomas Light (da série Mega Man anterior). Para sua surpresa, em meio os destroços do antigo laboratório, Cain encontrou um robô chamado Mega Man X em uma cápsula de diagnóstico, na qual havia sido selado para pelo menos 30 anos de testes, levando em conta o potencial perigo de tal modelo. Mega Man X (chamado de ‘‘X’’) possuía o poder de tomar suas próprias decisões, o que surpreendeu o paleontólogo. Dr. Cain se dedica então a estudar X e com o tempo, ignorando os avisos deixados na cápsula por Dr. Light, conseguiu fabricar seus próprios robôs, baseados no projeto de X, também dotados de livre arbítrio, chamados de Reploids.
Mas, de alguma forma, muitos dos Reploids criados por Cain começaram a se rebelar e atacar os humanos. Esses Reploids malignos se auto-denominam de Mavericks (mais tarde é revelado que o motivo deles se rebelarem é um vírus criado por Dr. Willy, e implantado também o robô chamado Zero. Com isto, foram criados os Mavericks Hunters, um grupo formado por Reploids aliados à raça humana, que seria responsável pelo controle de ocorrências com Mavericks.
Sigma, um Reploid de grandes capacidades, foi escolhido para ser o líder dos Mavericks Hunters (Caçadores de Mavericks). Sigma liderou com firmeza e controle a situação, até que ele também se tornou um deles, e do outro lado declarou a Guerra Maverick contra os humanos e reploids. X tomou a iniciativa de juntar-se aos Maverick Hunters (Caçadores de Mavericks) sob o novo líder, Zero, em uma missão para salvar a Terra de Sigma. Ao longo da série, X, Zero, e posteriormente Axl—um protótipo da próxima geração de Reploids—lutam contra Sigma e seus seguidores Mavericks para impedir suas diversas conspirações para destruir a raça humana.

## Personagens
X: O personagem principal, um caçador maverick hunter de “classe B”, desconhecia o seu passado e foi criado pelo Dr. Thomas Light, caso o mundo precisasse de um novo campeão, mas esperando que o mundo lhe desse uma opção pacífica de vida. A partir dele foram construídos os primeiros Reploids. Ele tem um forte laço com seu amigo Zero, um Reploid que por enquanto decide agir sozinho mas mantendo a ideia de amizade em sua mente e mais tarde de X2 para frente se tornaria o melhor amigo dele. Diferente dos demais, X é o único que se recusa a lutar, já que tem consciência de que seu poder poderá um dia trazer caos ao mundo e as pessoas ao seu redor. Na Série Mega Man Zero, X teve seu corpo físico destruído por Elpizo, que procurava ressuscitar a Dark Elf selada dentro dele e exterminar os seres humanos, criando um novo "paraíso para os Reploids". Com isso, X teve sua alma retirada do seu corpo, passando a viver como um cyber-elfo e conselheiro de Zero. Em X7 ele se torna menos confiante, pois perde a sua vontade de lutar e procura paz, mas sua vontade mais tarde é trazida à tona por Axl em X8.
Zero: É um Caçador de Mavericks de alta classe e passa por constantes tormentos relacionados ao seu passado misterioso esquecido que apenas vislumbra em pesadelos, e pelo fato de o Vírus não o afetar como faz com outros Reploids, que têm suas programações corrompidas, se tornando erráticos e violentos e se inclinando à destruição de humanos, mas mudou sua personalidade após X salvá-lo de Sigma em X2, deixando seus problemas de lado. Continuou trabalhando como Maverick Hunter com X, que se tornou um Hunter classe S. Mas sua vida teve fim em X5 quando se sacrificou por X para salvá-lo. Após sua misteriosa "ressurreição" em X6, manteve seu jeito calmo e frio, mas desenvolveu um ódio por Sigma quando este planejou usar seu vírus apenas para despertar seu verdadeiro poder e matar X apenas para depois destruí-lo. Usa o Z-Buster como sua arma principal até X4, trocando pelo Z-Saber, uma espada de energia que depois X herdaria em X6, e depois devolveria a Zero durante a saga Megaman Zero.
Axl: É um reploid com a habilidade única de copiar a aparência e a habilidade de outros Reploids, a partir do código de dados. Junta-se aos Maverick Hunters durante o incidente com a Red Alert, que acontece no jogo Mega Man X7. É bastante imaturo em relação a X e Zero e se comporta como um adolescente extrovertido e piadista, ocorrendo situações em que Axl tira a paciência dos dois, porém consegue ser bastante sério quando a situação pede. Usa os Axl Bullets, duas pistolas, sendo capaz de atirar em diversos ângulos, além de usar jatos para pairar e desviar dos tiros inimigos. Em Megaman X8 é revelado que Axl é um protótipo de Reploid da nova geração que pode usar o Copy Shot para copiar o DNA de outros reploids e se transformar neles, além de possuir um chip que o torna incapaz de se tornar Maverick. Mas Axl deixa de ser protótipo após Lumine, a chefe final do X8 atacá-lo com misteriosos "tentáculos" enquanto estava morta. Após isso, Axl adquire a White Armor, conseguindo tornar seu Copy Shot infinito e usar o Air Dash à vontade, tornando-se um Reploid da nova geração.

## História da Série
| Título                             | Lançamento (Japão/América do Norte) | Plataforma                                   | Notas |
| ---------------------------------- | ----------------------------------- | -------------------------------------------- | --- |
| Mega Man X                         | Dezembro de 1993/ Janeiro de 1994   | SNES/PC                                      | Mais tarde recebeu um remake para PSP chamado de Mega Man Maverick Hunter X. Em 21 de Dezembro de 2011 também recebeu outro remake para iPhone e iPad. |
| Mega Man X2                        | Dezembro de 1994/ Janeiro de 1995   | SNES                                         | |
| Mega Man X3                        | Dezembro de 1995/ Janeiro de 1996   | SNES/Sega Saturn/PlaySatation                | Em 1996, recebeu um port 32-bit para Sega Saturn, PlayStation, e PC. A versão completa do jogo só foi lançada para Sega Saturn.                        |
| Mega Man X4                        | Agosto de 1997/ Setembro 1997       | Sega Saturn/PlayStation/PC                   | A versão completa do jogo só foi lançada para Sega Saturn.                                                                                             |
| Mega Man Xtreme                    | Outubro de 2000/ Janeiro de 2001    | Game Boy Color                               | |
| Mega Man X5                        | Novembro de 2000/ Janeiro de 2001   | PlayStation/PC                               | |
| Mega Man Xtreme 2                  | Julho de 2001/ Novembro 2001        | Game Boy Color                               | |
| Mega Man X6                        | Novembro de 2001/ Dezembro de 2001  | PlayStation/PC                               | Lançamento de PC foi exclusivo para os mercados asiáticos.                                                                                             |
| Mega Man X7                        | Julho de 2003/ Outubro de 2003      | PlayStation 2/PC                             | Lançamento de PC foi exclusivo para os mercados asiáticos.                                                                                             |
| Mega Man X: Command Mission        | Julho de 2004/ Setembro de 2004     | PlayStation 2/Nintendo GameCube              | |
| Mega Man X8                        | Dezembro de 2004/ Março de 2005     | PlayStation 2/PC                             | |
| Mega Man X Collection              | Janeiro de 2006                     | PlayStation 2/Nintendo GameCube              | Essa compilação foi lançada exclusivamente na América do Norte.                                                                                        |
| Mega Man Maverick Hunter X         | Dezembro de 2005/ Fevereiro 2006    | PSP                                          | Remake de Mega Man X. |
| Mega Man X Legacy Collection 1 & 2 | Julho de 2018                       | PlayStation 4, Xbox One, Nintendo Switch, PC | Legacy Collection 1 tem as copilações de Mega Man X-X4 e Legacy Collection 2 tem as copilações de Mega Man X5-X8                                       |
| Mega Man X Dive Offline            | Setembro de 2023                    | Android, iOS, PC                             | Foi lançado em setembro de 2023, o relançamento do Mega Man X Dive Offline                                                                             |

## Jogos Publicados
1. Mega Man X (1993, SNES ; 1995, PC)
2. Mega Man X2 (1994, SNES)
3. Mega Man X3 (1995/1996, SNES, PlayStation, Sega Saturn; 1998, PC)
4. Mega Man X4 (1997, PlayStation, Sega Saturn; 1998, PC)
5. Mega Man X5 (2000/2001, PlayStation, PC)
6. Mega Man X6 (2001, PlayStation, PC)
7. Mega Man Xtreme (2001, Game Boy Color)
8. Mega Man Xtreme 2 (2001, Game Boy Color)
9. Mega Man X7 (2003, PlayStation 2 e PC)
10. Mega Man X8 (2004, PlayStation 2 e PC)
11. Mega Man X: Command Mission (2004, PlayStation 2 e Nintendo GameCube)
12. Mega Man Maverick Hunter X (remake do original; 2005, PSP)
13. Mega Man X Collection (compilação com os 6 primeiros jogos; 2006, PlayStation 2 e Nintendo GameCube)
14. Mega Man X Dive (2020, Android, iOS e PC)
15. Mega Man X Dive Offline (2023, Android, iOS e PC)
16. Mega Man X (2011/2023, iOS, Android)